# 安樺苑
安樺苑（英語：On Wah Court）是香港房屋委員會興建中的居者有其屋計劃屋苑，位於新界西貢區大上托安禧街2號。
屋苑由房屋署總建築師（3）負責總體設計、巴馬丹拿負責細部設計，並由瑞安建業承建，預計2025年8月31日完工。

## 歷史
此屋苑所在地前身為安達臣道石礦場，於2017年停止開採。
按照原來的規劃，上址所有用地原訂興建私人住宅。2019年初，由於政府增建公營房屋的政策，決定將區內多幅用地改為興建資助出售房屋。

## 屋苑資料

### 樓宇
屋苑共設兩座，各設29層（包括平台，但不包括地下及天台），提供990伙單位，單位面積介乎於296-495平方呎。
| 樓宇名稱（座別） | 樓宇類型                  | 落成年份 | 樓宇層數 | 每層伙數               | 單位總數（伙） | 建築師                       | 承建商   | 提供升降機的廠商 |
| ---------------- | ------------------------- | -------- | -------- | ---------------------- | -------------- | ---------------------------- | -------- | ---------------- |
| 安賢閣（A座）    | 非標準設計大廈 （十字型） | 2025年   | 29       | 8（1樓） 18（2-28樓）  | 494            | 房屋署總建築師（3） 巴馬丹拿 | 瑞安建業 | 東芝             |
| 安德閣（B座）    | 非標準設計大廈 （十字型） | 2025年   | 29       | 10（1樓） 18（2-28樓） | 496            | 房屋署總建築師（3） 巴馬丹拿 | 瑞安建業 | 東芝             |

此屋苑列入「居屋2023」出售 ，於2023年7月31日至8月14日接受申請，同年年尾進行攪珠，其後於2024年1月31日起進行揀樓，並於同年5月31日售罄。
值得一提的是，安樺苑與毗鄰安柏苑，為全港首批採用「組裝合成」技術興建的居屋。

### 配套設施
屋苑設兒童遊樂場、園景等休憩設施，並於園景平台下設有一個停車場。
除此以外，鄰近的安達邨等屋邨，亦設有商場，但最近的街市則位於安泰邨、寶達邨或秀茂坪商場。

## 興建期間的圖片庫

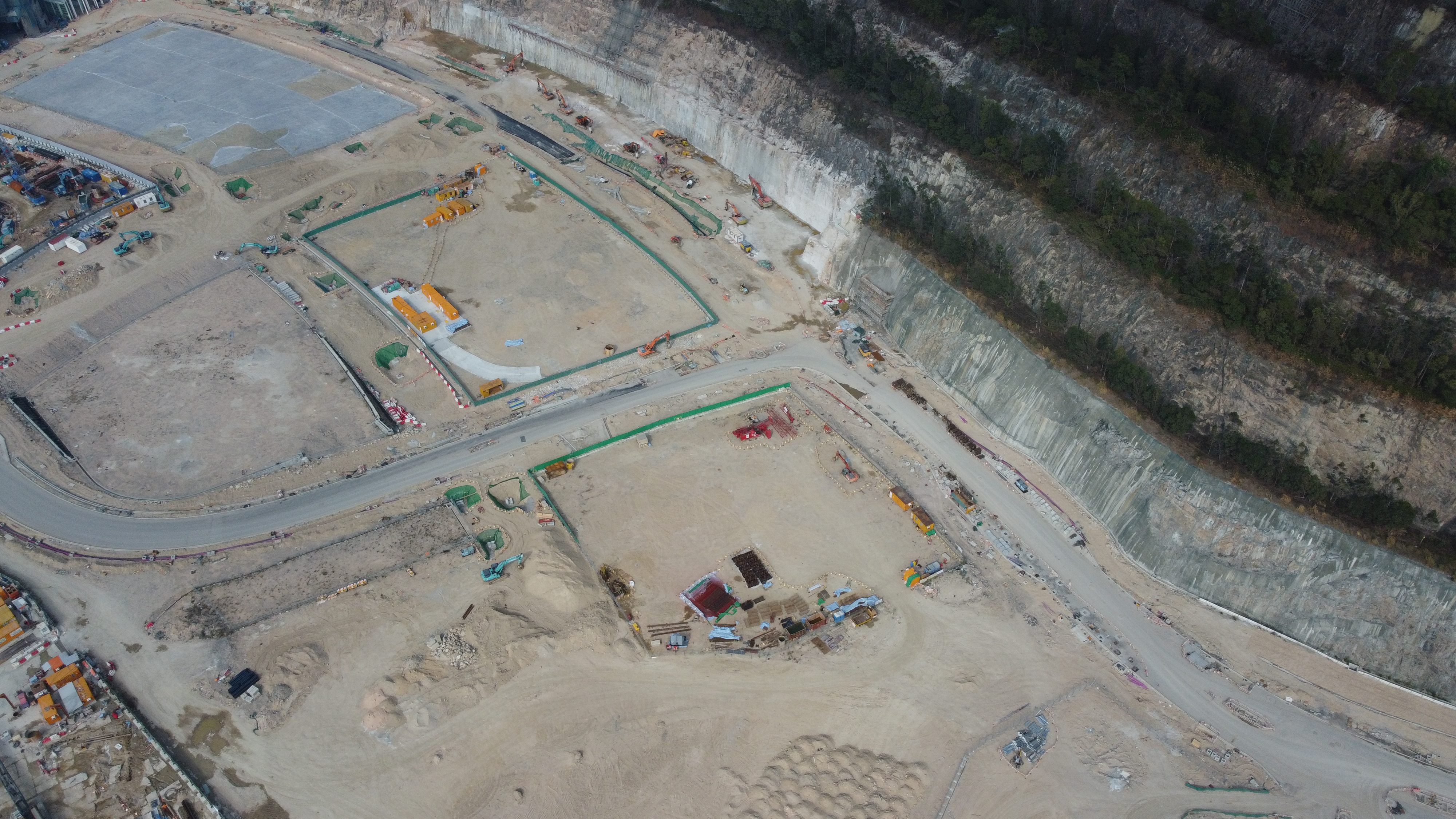
準備動工，2022年2月
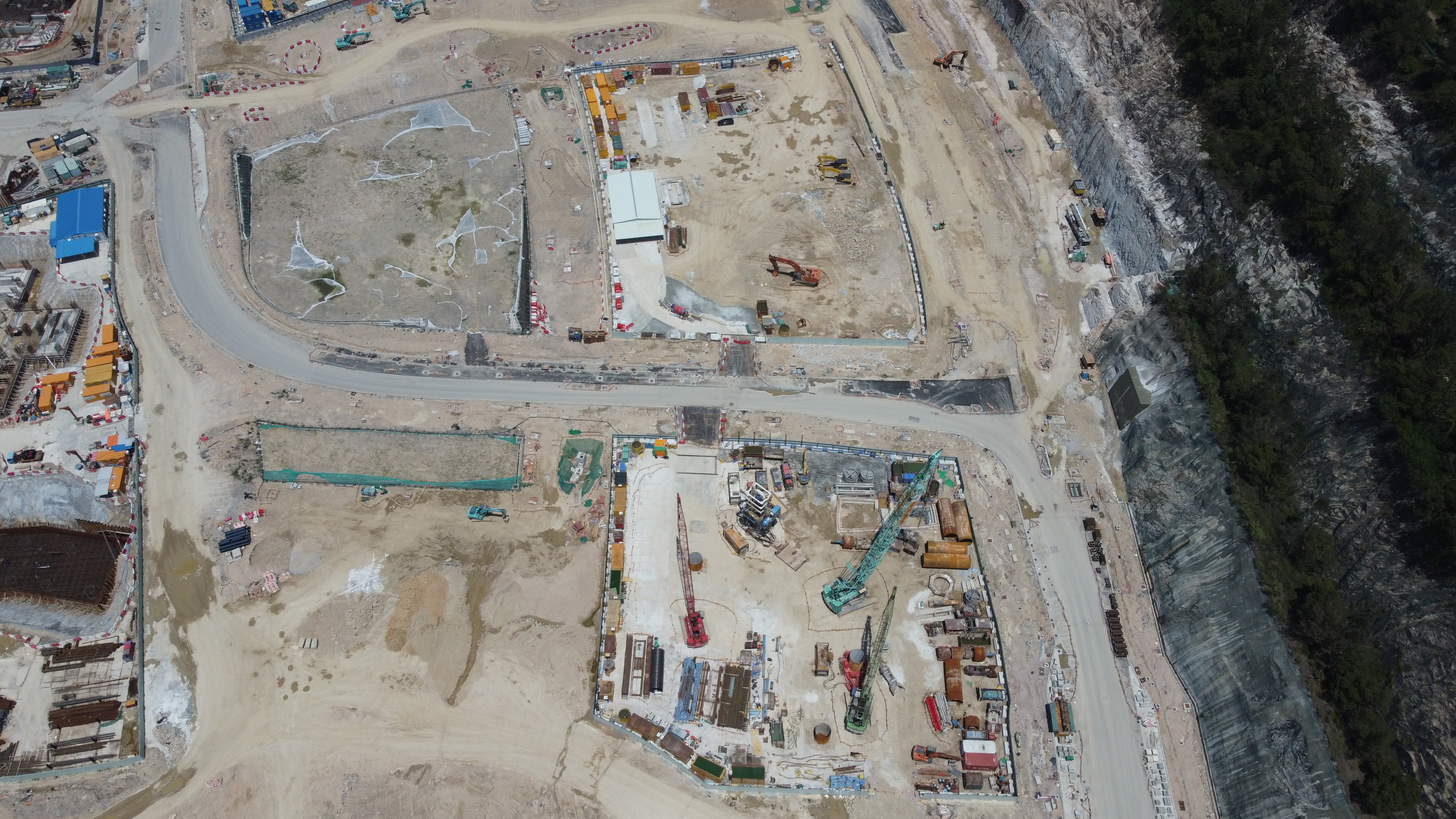
2022年4月
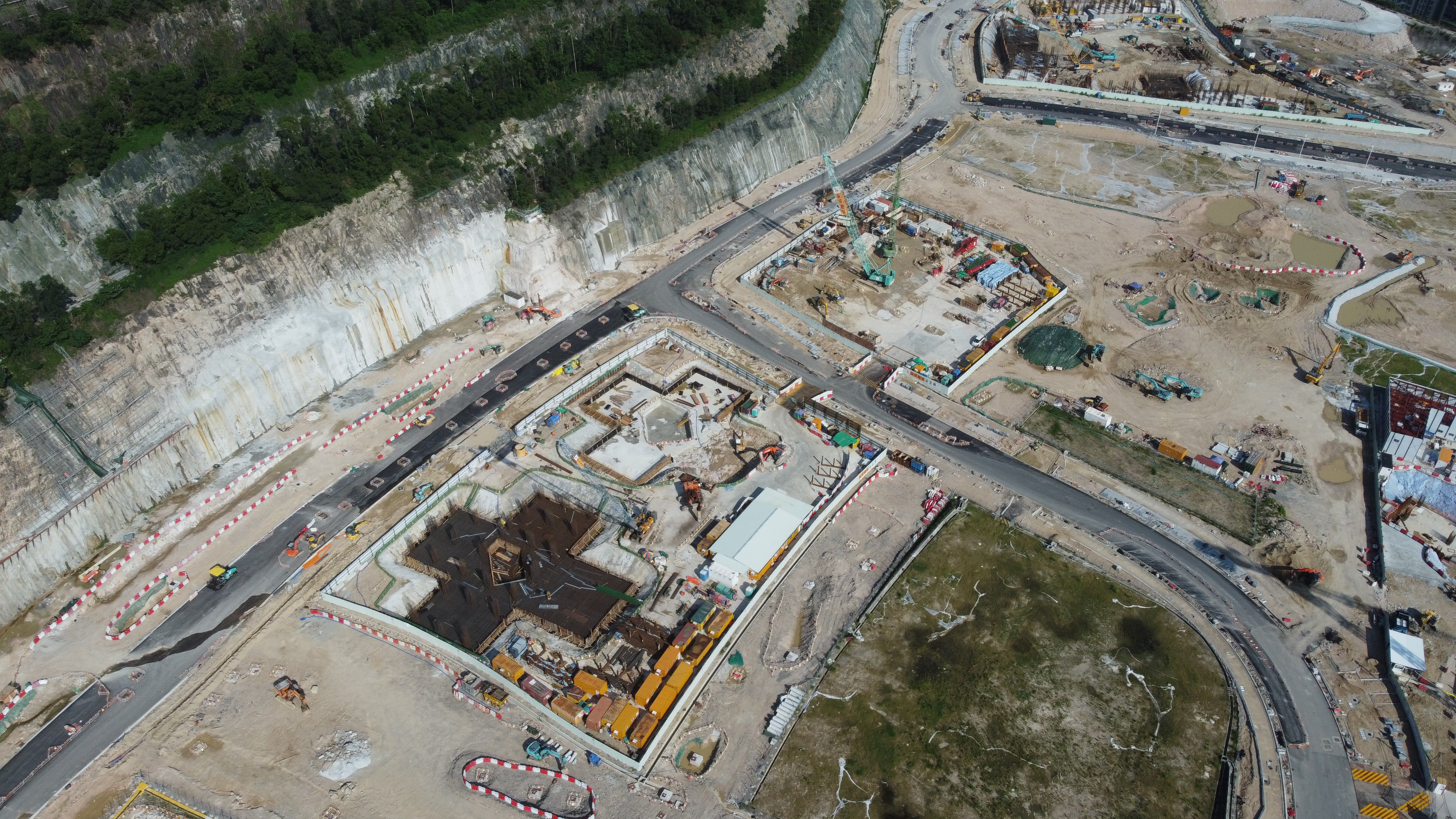
正在澆築樁帽，2022年7月
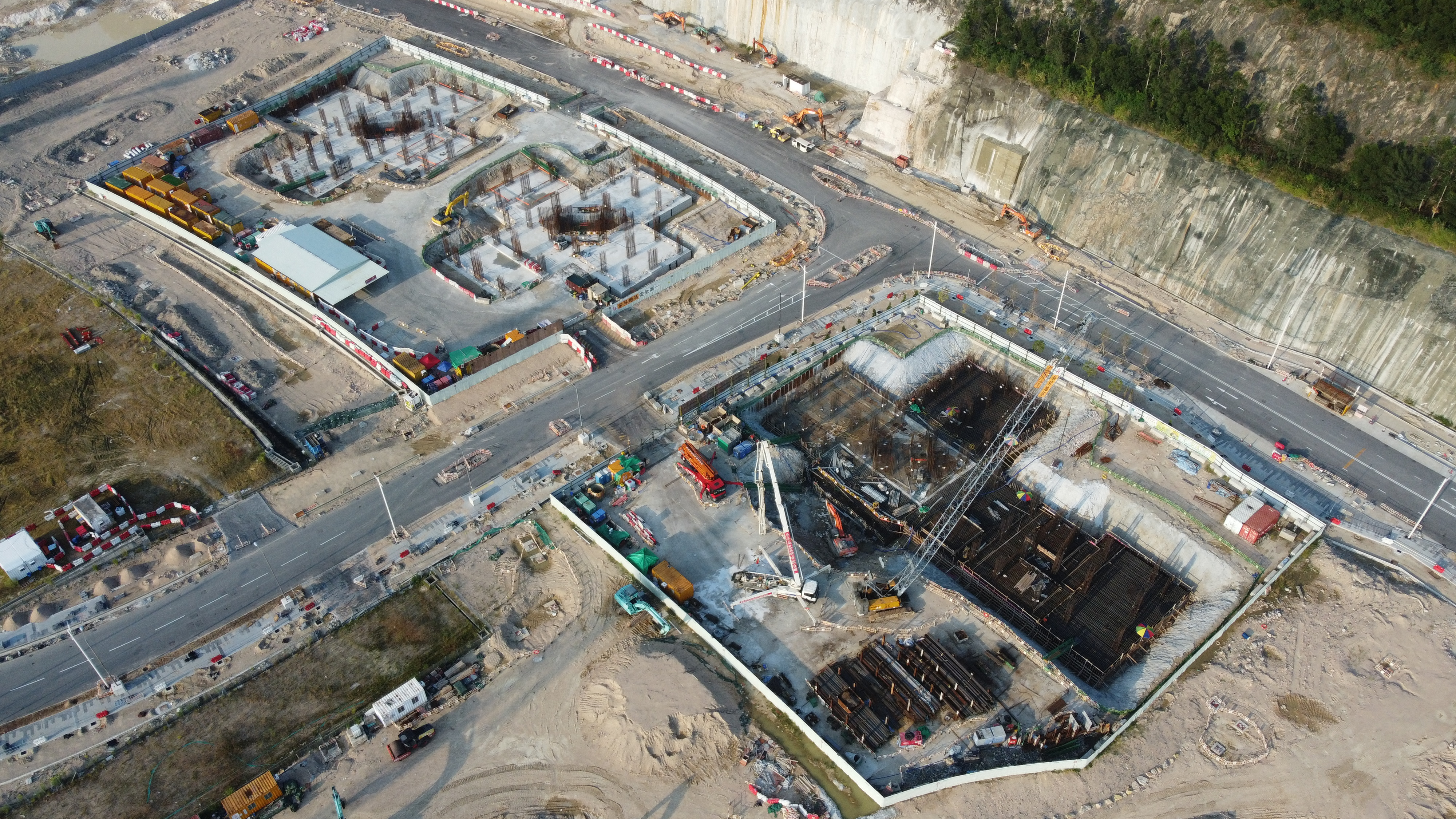
2022年9月
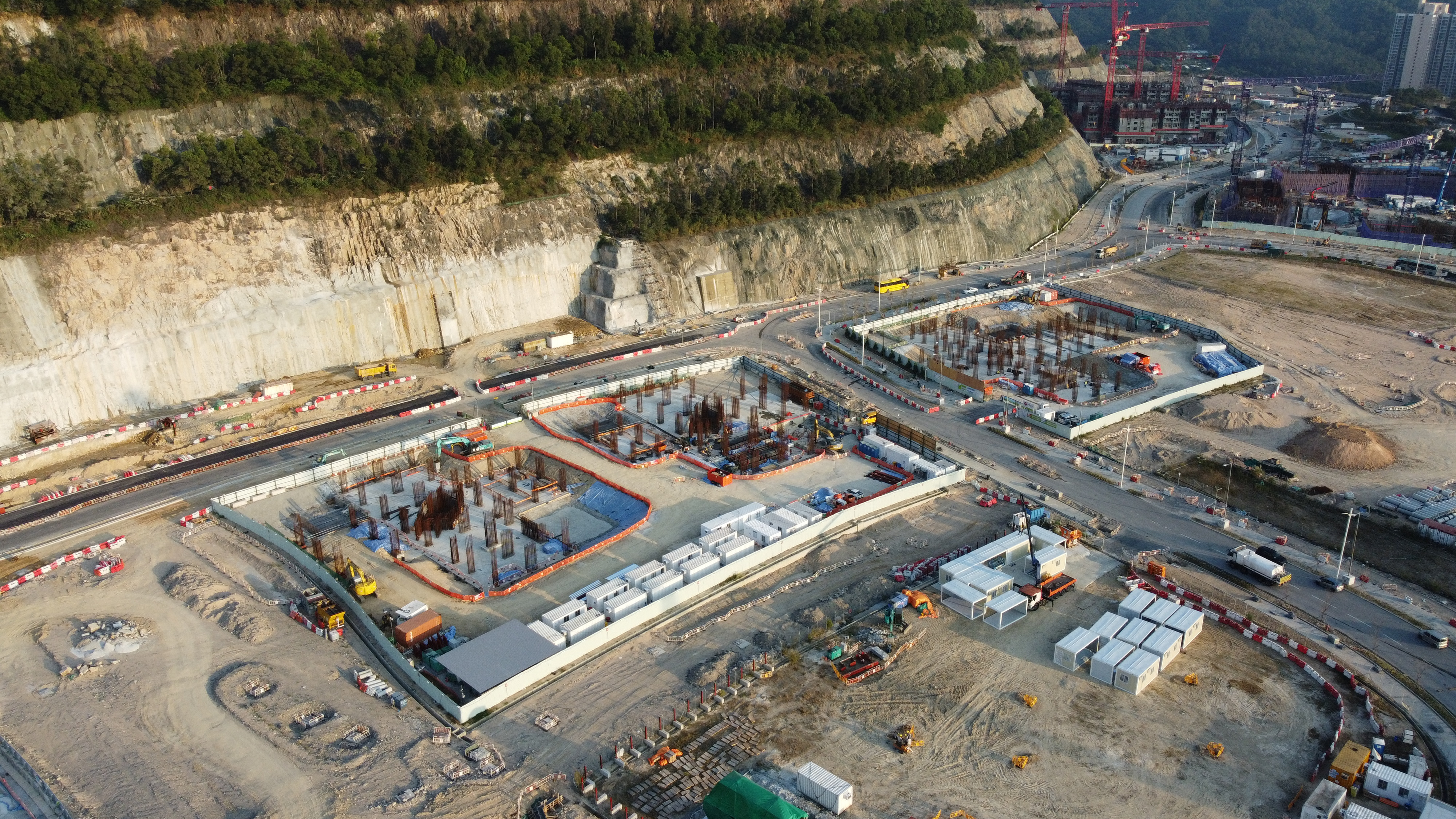
準備開展上蓋工程，2022年12月
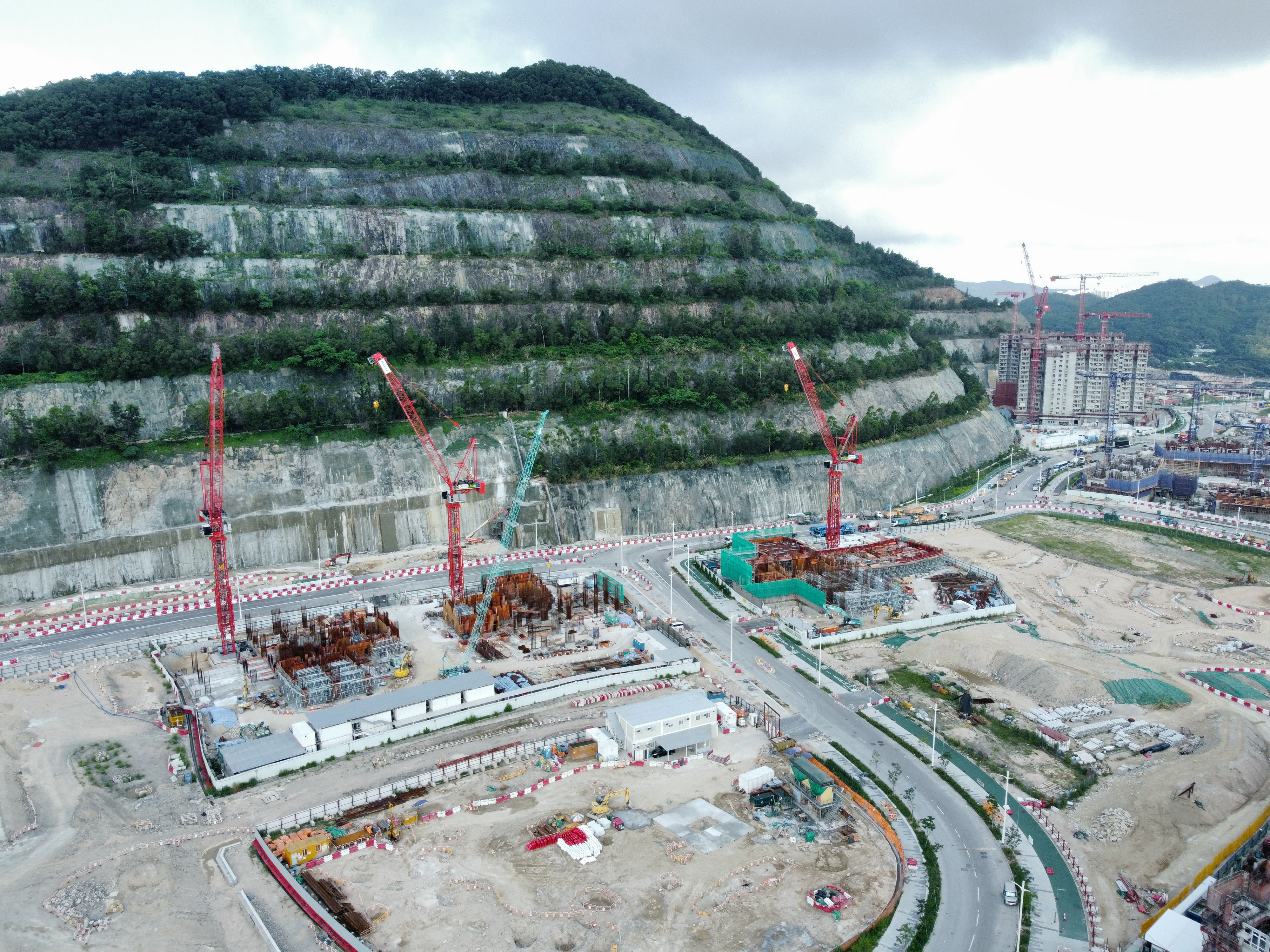
正在興建首層，2023年6月
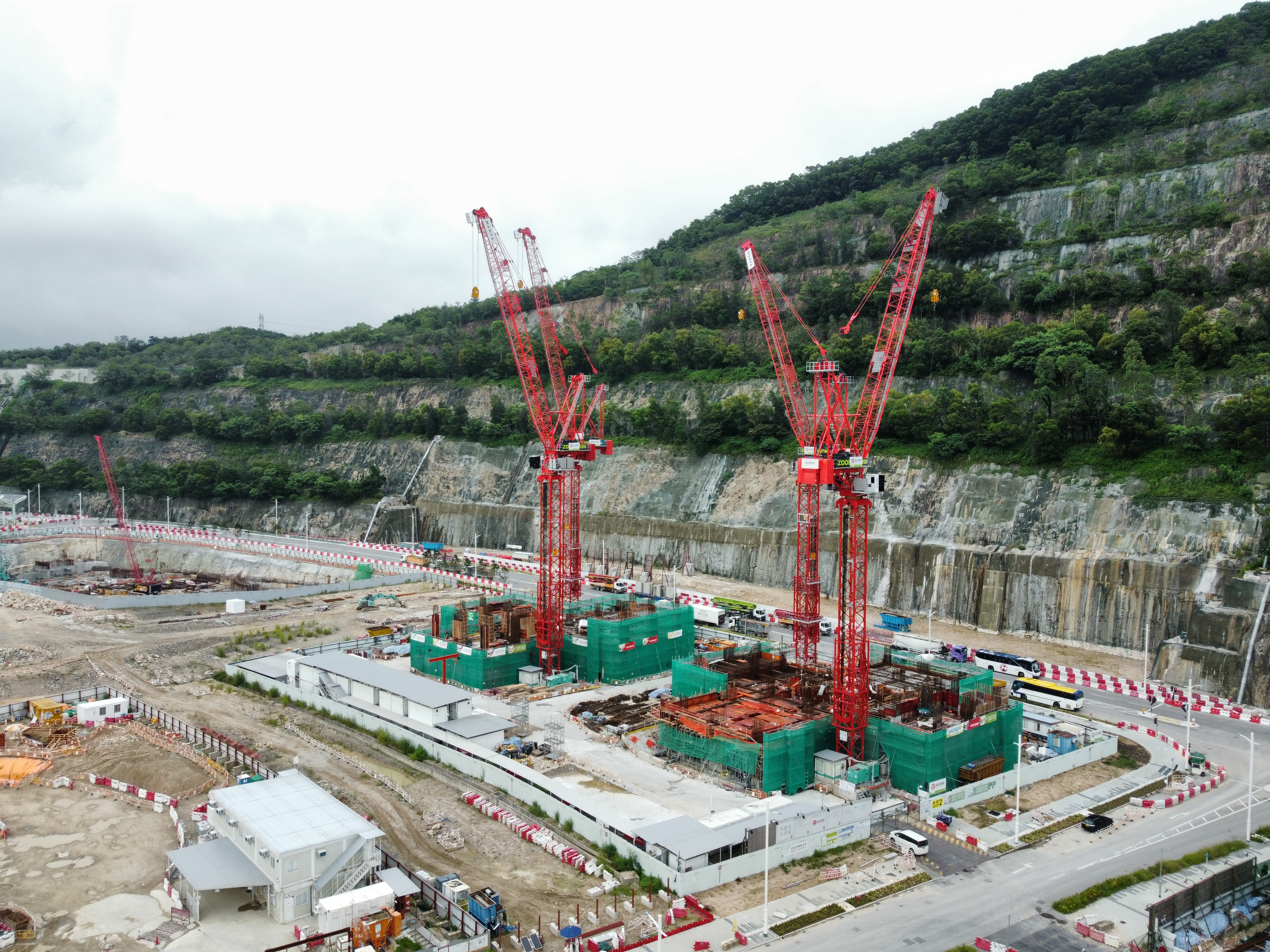
2023年8月
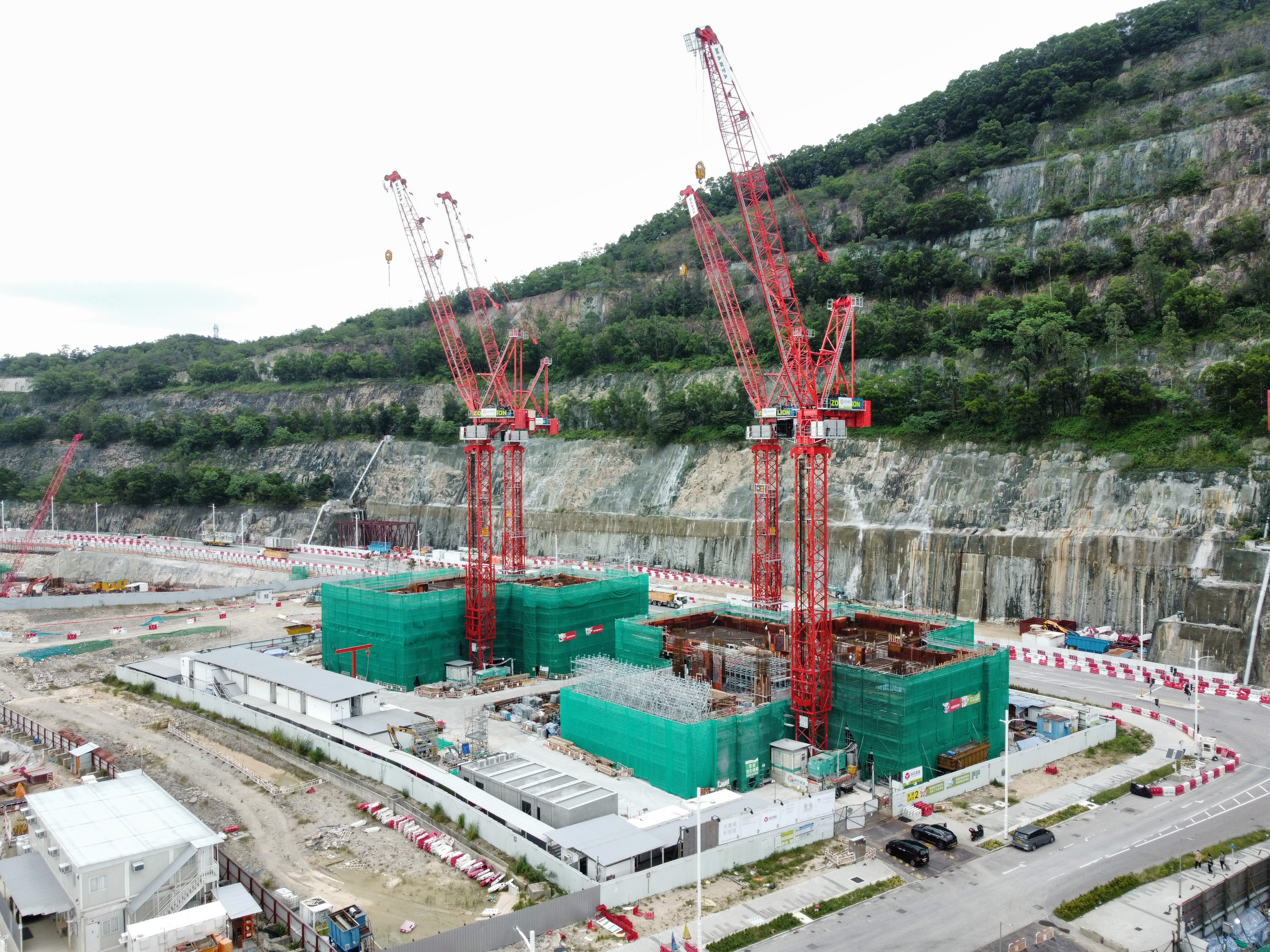
2023年10月
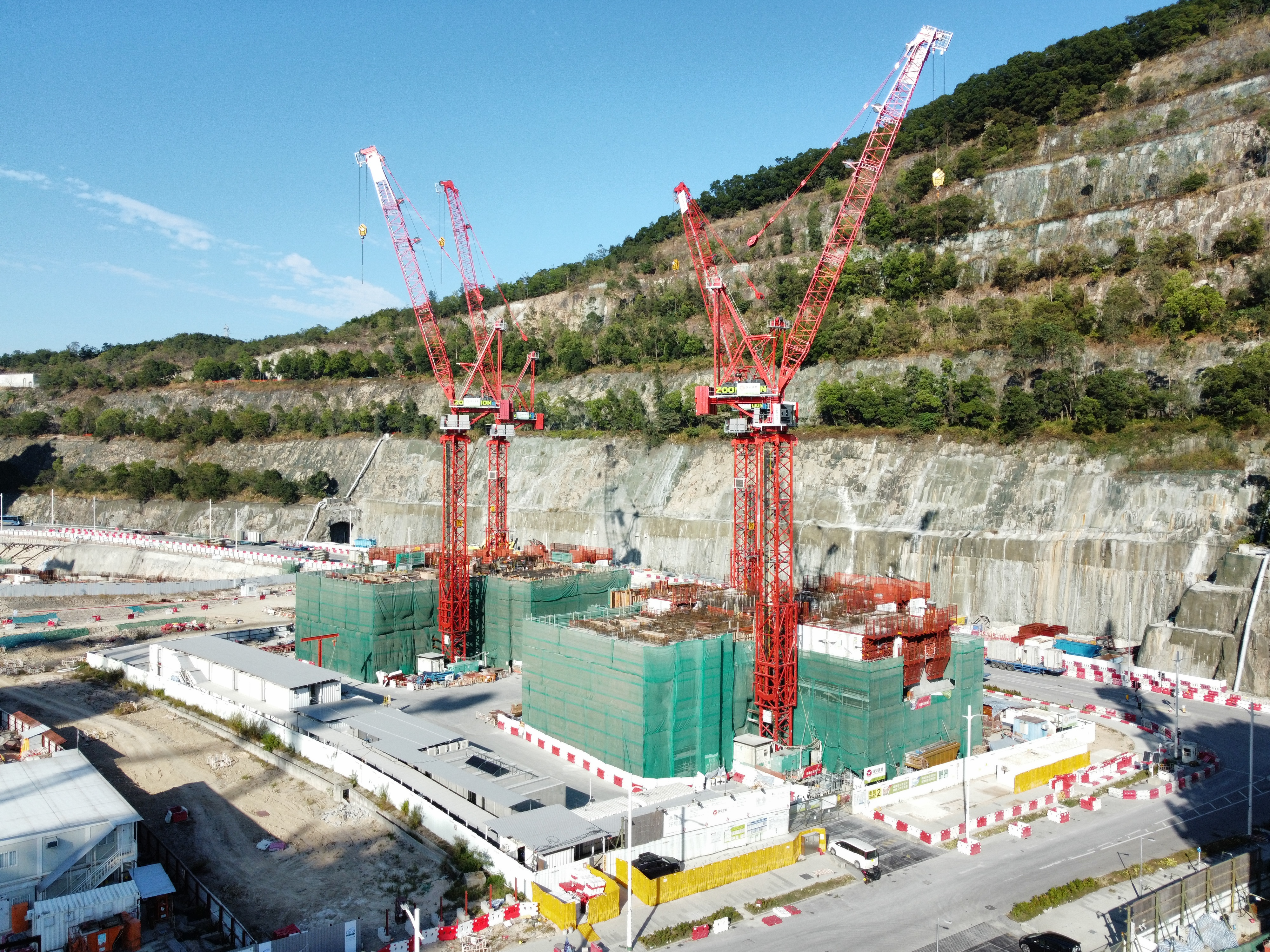
2023年12月
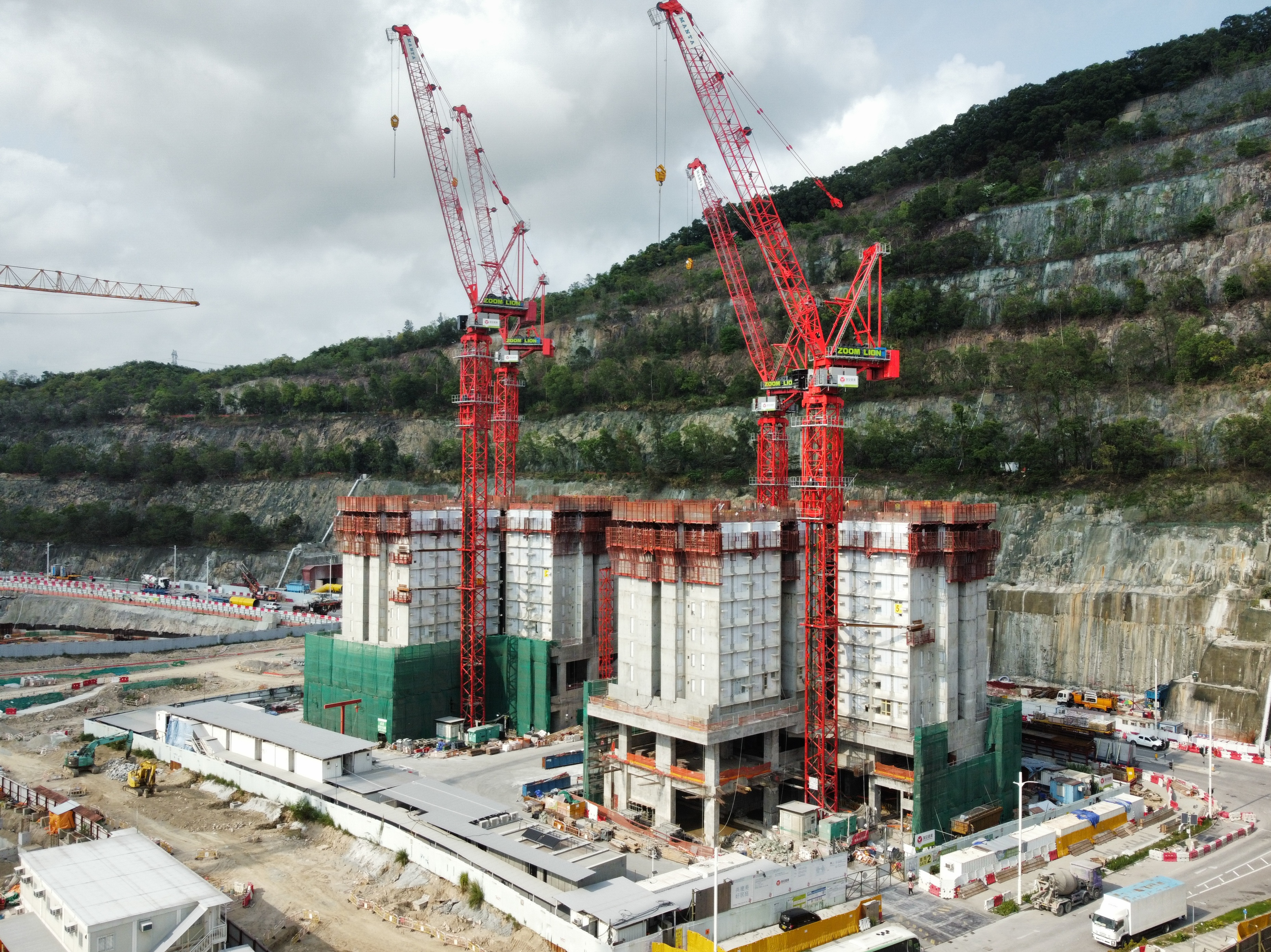
2024年4月
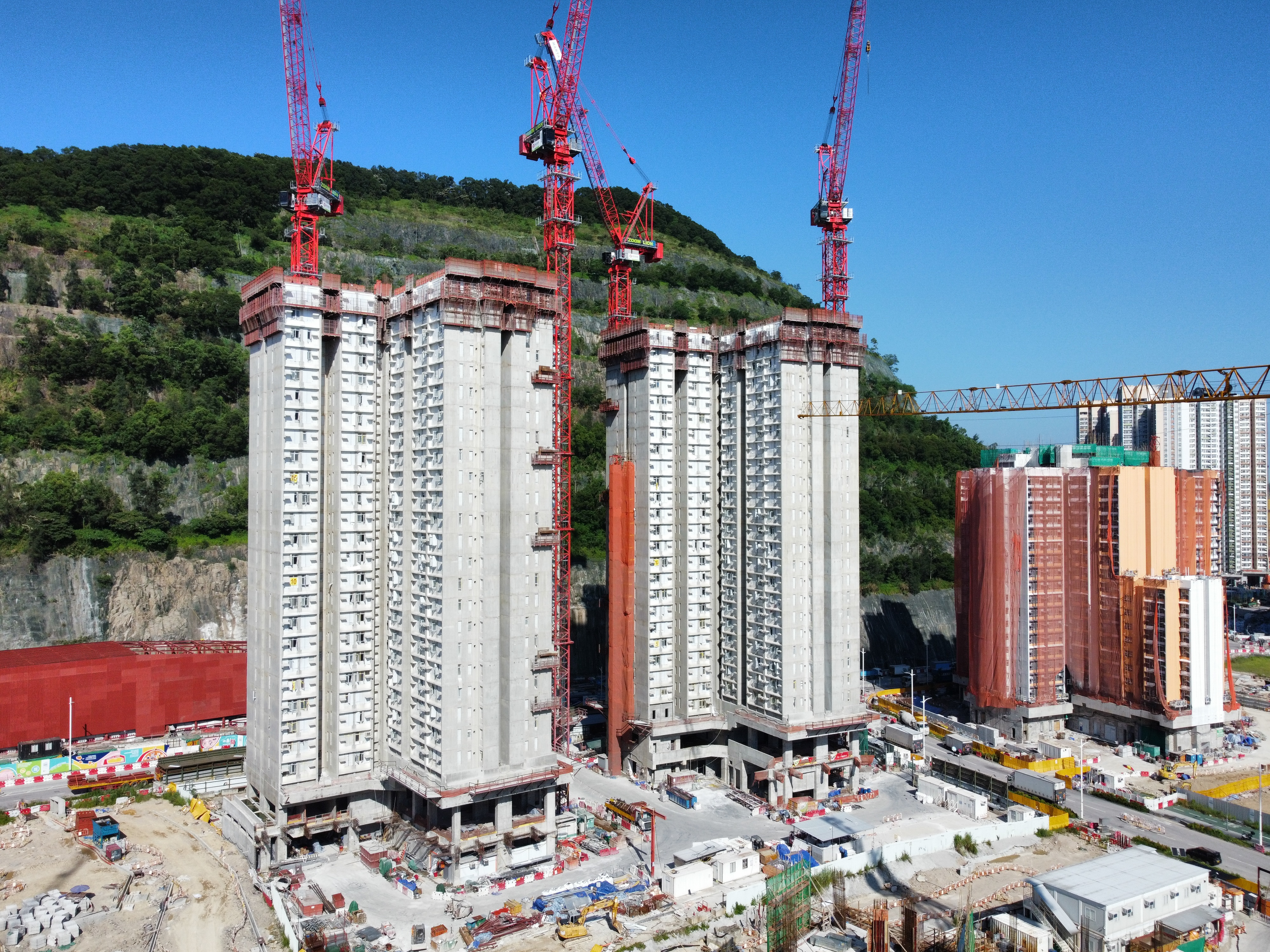
2024年8月
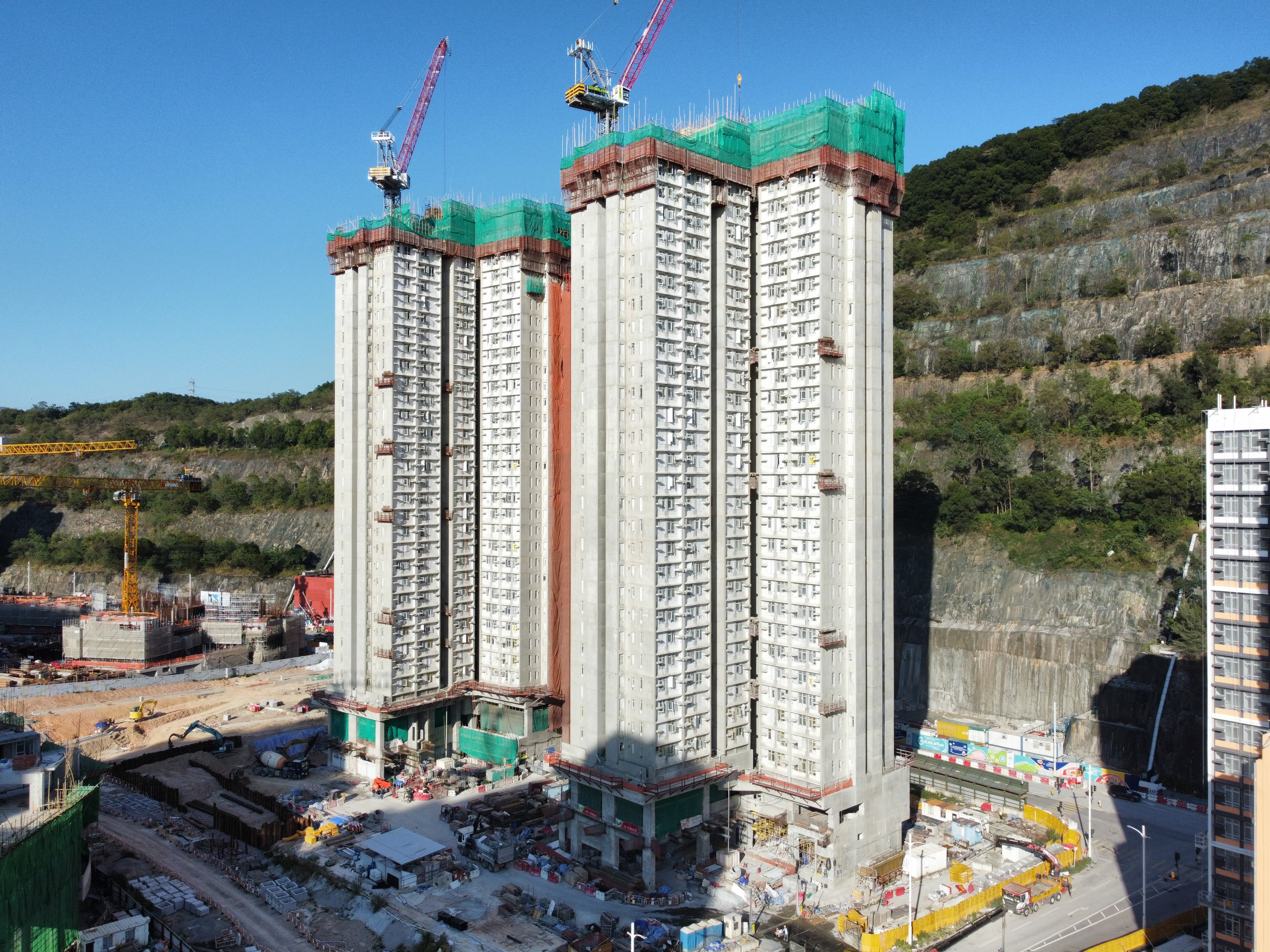
剛封頂，2024年11月
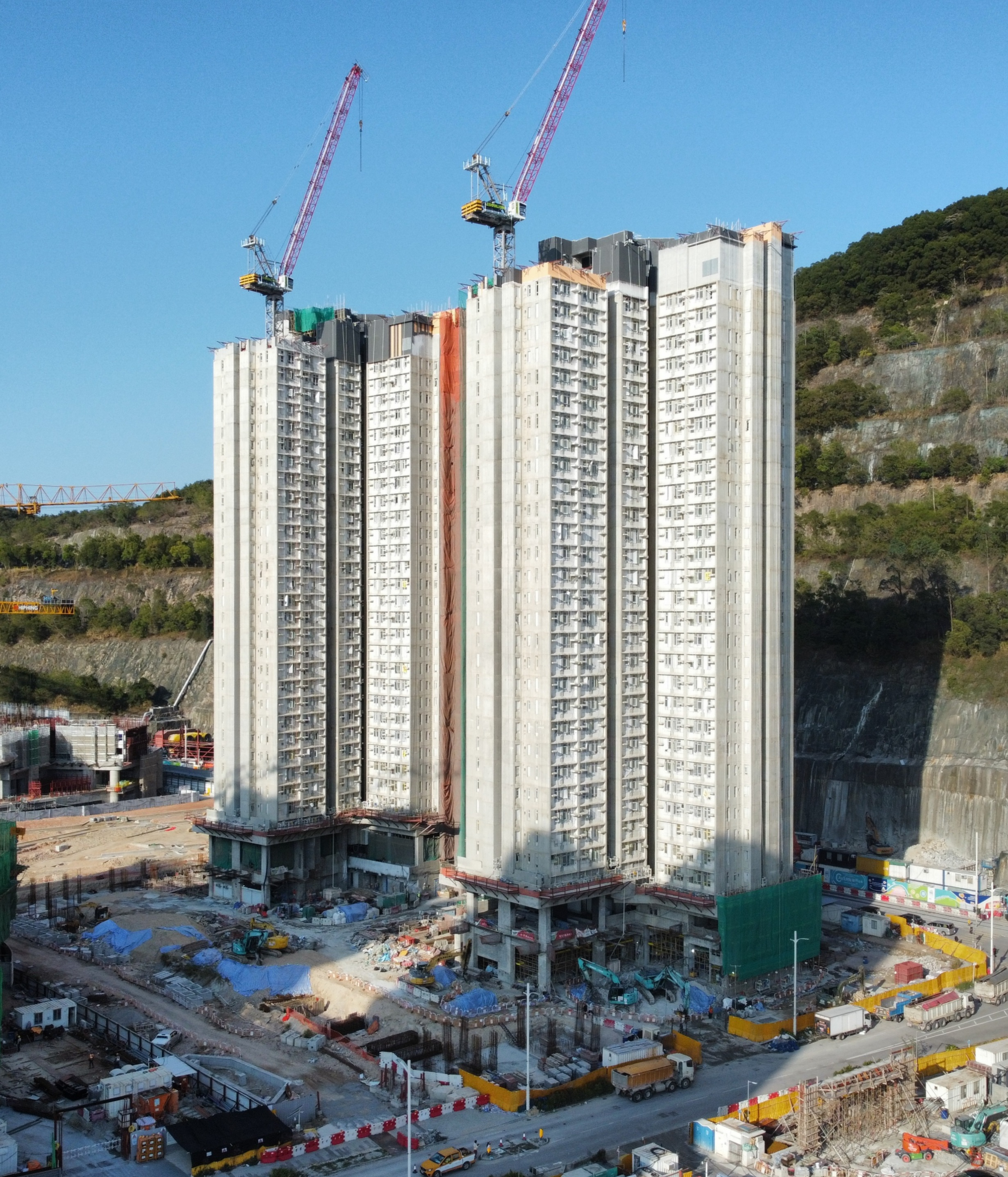
2025年2月
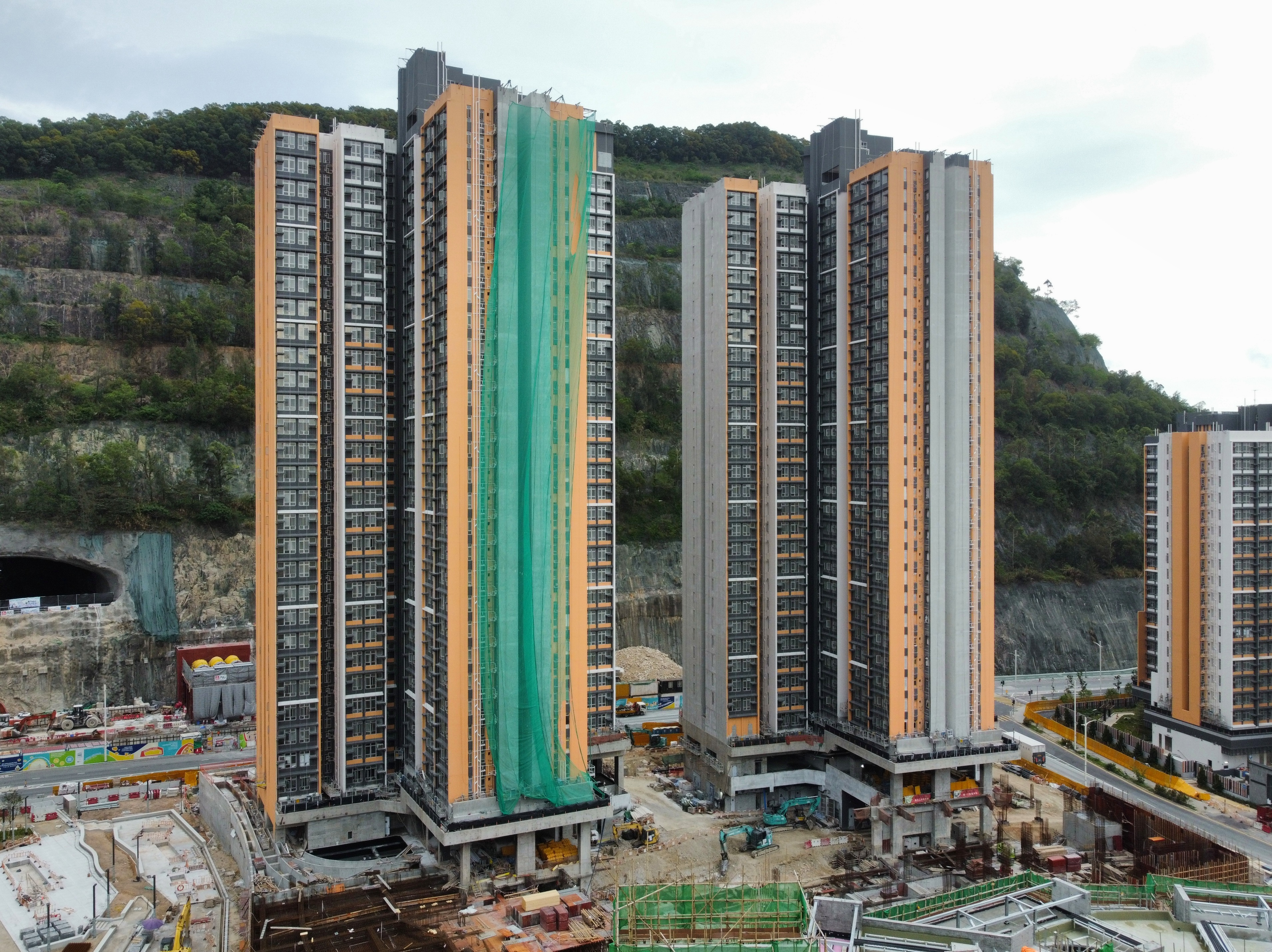
2025年5月

## 鄰近地方
- 安柏苑
- 安峯
- 朗然
- 安楹苑
- 安達邨
- 安泰邨
- 綜合大樓（興建中）
- 石礦公園
- 安秀道公園
- 安博官立小學（建築中）
- 迦密梁省德學校（建築中）
- 瑪利諾中學
- 安秀苑
- 安麗苑